# Adams-Williamson-Gleichung
Die Adams-Williamsonsche Gleichung oder Adams-Williamson-Gleichung ist eine Gleichung aus der Seismologie, einem Teilbereich der Geophysik. Sie erlaubt es Dichteprofile der Erde zu erstellen. Für die Errechnung eines Erdprofils sind als Startwerte die Dichte und das Schwerepotential der Erdschalen sowie aus einem Erdmodell (zum Beispiel: IASP91) entnommene seismische Geschwindigkeiten notwendig. Sie ist eine nichtlineare Integro-Differentialgleichung und ist im Allgemeinen nicht analytisch lösbar.

## Die Gleichung
{\displaystyle {\frac {d\rho }{dr}}=-{\frac {\rho (r)g(r)}{\Phi (r)}}}
mit {\displaystyle \Phi (r)={v_{l}}^{2}(r)-{\frac {4}{3}}{v_{t}}^{2}(r)={\frac {K(r)}{\rho (r)}}}
und {\displaystyle g(r)={\frac {G}{r^{2}}}\int _{0}^{r}4\pi a^{2}\rho (a)da}
Hierbei ist {\displaystyle {\frac {d\rho }{dr}}} der radiale Dichtegradient, ρ die Dichte, g die Schwerebeschleunigung, Φ der seismische Parameter im Inneren einer hydrostatisch geschichteten, aus konzentrischen Kugelschalen gebildeten, kugelsymmetrischen Erde, {\displaystyle v_{l}} und {\displaystyle v_{t}} die Phasengeschwindigkeiten von longitudinaler- und transversaler seismischer Wellen (sog. P und S-Wellen), G der Gravitationskonstante und K dem Kompressionsmodul.